# يمينية

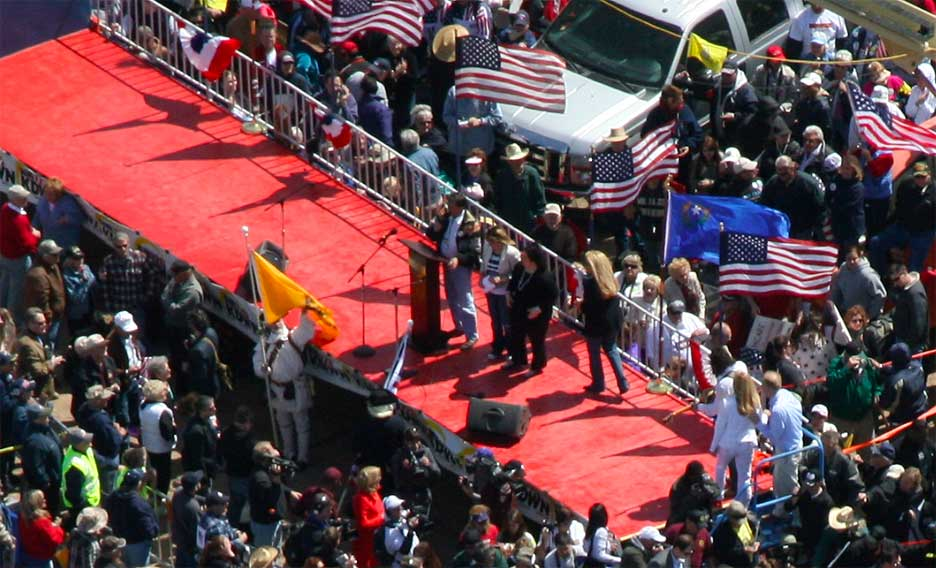

التيار اليميني مناصروه وأتباعه غالبا ما يدعون إلى التدخل في حياة المجتمع للحفاظ على تقاليد المجتمع على النقيض من تيار اليسار الذي يدعو إلى فرض المساواة بين أفراد المجتمع الواحد كما أن الأحزاب اليمينية تنادي بتعزيز وتمتين هيكل النظام الراهن بينما في الجانب المقابل الأجنحة اليسارية تدعو إلى تغيير جذري للأنظمة والقوانين الحالية، ليس شرطا أن يكون اليميني متديناً.
أصل الكلمة كان سببه أماكن جلوس أعضاء البرلمان في فترة الثورة الفرنسية حيث كان يجلس في الجانب الأيمن المؤيدون للملكية والارستقراطية.
'اليمين أو اليميني' بمعنى عام هو أي تيار فكري يكون مؤيد لنظام الحكم ولكن هذا التعريف مبسط جدا لأنه هناك تفرعات وتشعبات كثيره.
وهو مصطلح سياسي يرجع اصله إلى زمن الثورة الفرنسية 1789م والتي كانت بداية هذا المصطلح واليمين هو عكس اليسار حيث كان النواب (اليمينيون) يجلسون إلى اليمين الذين بدورهم كانوا موالين للملكية اما المعارضين (اليساريين) كانوا يجلسون إلى اليسار في البرلمان الفرنسي.
اما اجتماعياً واقتصادياً: فيؤمنون بالتفاوت بين البشر ليس المقصود بالتفاوت بالقدرات ولكن التفاوت الاقتصادي والاجتماعي وهم يقولون ان هذا التفاوت هو شيء طبيعي وان حتى الاديان تؤيد هذا التفاوت.
فيقولون يجب أن يكون هناك طبقة غنية وطبقة فقيرة وطبقة متوسطة، فاليمين يبرر هذا التفاوت ويقول بأن ذوي القدرات المتميزة يصبحون أغنياء أما ذوي القدرات المحدودة يصبحون فقراء ويقولون بأن الفقر قد يكون حافزاً لكي تجدّ الطبقة الفقيرة ليصبحوا أغنياء.

## تمهيد
وكان المجتمع مقسم إلى 3 طبقات حسب مكانات اقتصاديه واجتماعيه ليس في فرنسا وحدها بل في معظم أوروبا:
1. طبقة الملك ورجال الدين وكانوا بمثابة الرقيب الأخلاقي ومدراء المدارس والمستشفيات وكانوا يجمعون ضرائب قدرها 11 % ويملكون 15 % من أرض فرنسا وكان هناك تقسيمات طبقية ثانوية بين رجال الدين انفسهم، بحلول عام 1789 وصل عدد أفراد هذه الطبقة إلى 10,000.
2. طبقة النبلاء وكانوا إقطاعيين معفيين من دفع الضرائب ويحق لهم الصيد وحمل السيف وكانوا قادة الجيش ومستشاري الملك وكان هناك أيضا ترتيبات طبقية ثانوية في هذه الطبقة بحول عام 1789 كان هناك ما يقارب 14,000 شخصا من هذه الطبقة ولم تكن هذه الطبقة مغلقة بصورة كاملة فكان لقب النبيل يمنح من قبل الملك كمكافأة لخدماتهم أو بواسطة شراء أراض أو قلاع.
3. طبقة العامة الغير ارستقراطية الذين لم يكونوا رجال دين أو نبلاء وكانت هذه الطبقة تشمل أيضا الطبقة المتوسطة البرجوازيين الذين بدورهم كانوا طبقة واقعة بين النبلاء والبروليتاريا، هذه الطبقة كانت تكون 11% من الشعب الفرنسي.

واليمين لا يرى ان مجال الدولة ان يتوسع الا في مجال الأمن فهو يؤيد وجود جهاز شرطة قوي ومحاكم تصدر احكاماً رادعا.
واليمين يؤمن في فكرة السوق ويؤمن بالمشاريع الخاصة والاقتصاد الحر.
واليمين يقسم إلى أنواع: اليمين المعتدل، اليمين المتطرف، اليمين الديني.

## التوجه الفكري
أما في مجال التوجه الفكري فهو كان يحسب على التيارات الأصولية (الدينية) لأنها تيارات محافظة ولأن اليمين كان يقف في جنب الملك والذي كان بدوره يدعم من قبل الكنيسة ولكن الآن هذا التوجه اختلف لأن اليمين ليس دومـًا مع الدين أو ضده ولأن الظروف هي التي تحكم في هذا.

## اصل التسمية
كان أفراد الطبقة المتوسطة في معظمهم متعلمين الحال، وبدءوا يشعرون بعدم الرضا عن المكانة الدنيا التي يحتلونها بالقياس إلى طبقة النبلاء، وأصحاب المقام الرفيع في الكنيسة. فكان تذمرهم وتمردهم على هذه الأوضاع من العوامل التي أشعلت فتيل الثورة بالتحالف مع العامة أو من يسٌمونهم بالطبقة الثالثة التي كانت ترزح في أوضاع سيئة في ظل النظام الإقطاع السائد آنذاك.
بعد أن ساءت أحوال الاقتصاديين.جلس النواب الليبراليون الممثلون لطبقة العامة أو الشعب على يسار الملك لويس السادس عشر في اجتماع ممثل الطبقات الثلاث للشعب الفرنس عام 1789 وكان النواب الممثلون لطبقة النبلاء ورجال الدين على يمين الملك في ذلك الاجتماع، ولكن أبناء هذه الطبقة في هذه المرة طالبوا بأن يكٌون التصويتٌ في المجلس طبقًا لعدد الأعضاء لا طبقًا للطبقة، ثم طالبوا بأن يكٌون للمجلس السلطة في تنفيذٌ المشاريعٌ وقبل ذلك كان المجلس يجٌتمع ويعٌرض الملك عليهٌ آراءه ثم ينٌصرف أعضاؤه إلى مدنهم قانعينٌ ولكن هذا المجلس طالب بأن المسائل التي تعرض عليهٌم يجٌب تنفيذٌها وألا فيفرضّ المجلس بل يبٌقى بجانب الملك. أصر نواب العامة على تنفيذٌ مطالبهم التي رفضها الملك؛ فأضربوا عن دفع الضرائب، وكلما مر الوقت ازداد رجال العامة قوة بمن ينٌضم إليهٌم من أشراف ورجال الدينٌ، وكلما زادت قوتهم تشددوا في مطالبهم.
1136 (وأعلن أنه إذا رفضت - في ذلك الوقت ظٌهر بينٌ طبقة العامة نائب يدٌعى ا يمٌانو يلٌ جوزيفٌ سييس) 1941
طبقة الأشراف ورجال الدينٌ الانضمام إليهٌم فسيعلنون أنفسهم نوابًا للشعب ويطٌلقون على أنفسهم الجمعيةٌ الوطنية
ولكن الملك لم يوٌافق وأصر نواب العامة على مطلبهم فاضطر الملك مرغمًا إلى الموافقة، ورأى رجال الجمعيةٌ الوطنية أن يضعوا دستوراً للدولة وتوالت بعد ذلك الأحداث حتى نجح الثوار في إسقاط سجن الباستيل في 14 يوليو 1789 وبسقوطه زادت قوة الثوار حتى أصدروا الدستور الجديد الذي اتخذ.

## مواقف اليمينية
«يختلف معنى اليمينية بين المجتمعات، والعصور التاريخية، والأنظمة والأيديولوجيات السياسية». وفقًا لقاموس أكسفورد الموجز للسياسة، ففي الديمقراطيات الليبرالية، يعارض اليمين السياسي الاشتراكية والديمقراطية الاجتماعية. تشمل الأحزاب اليمينية المحافظين، والديمقراطيين المسيحيين، والليبراليين الكلاسيكيين، والقوميين؛ وفي أقصى اليمين، الفاشيين.
يقسم روجر إيتويل ونيل أوسوليفان اليمين إلى خمسة أنواع: رجعي، ومعتدل، وراديكالي، ومتطرف، وجديد. يزعم «تشيب بيرليت» أن كلًا من «أنماط التفكير» هذه ليست إلا «استجابات لليسار» المتضمن الليبرالية والاشتراكية، اللتين نشأتا منذ الثورة الفرنسية عام 1789. يتوجه اليمين الرجعي بنظره إلى الماضي وهو «أرستقراطي، ومتدين، وشمولي». أما اليمين المعتدل، المتمثل في كتابات إدموند بيرك، فهو متسامح مع التغيير، شريطة أن يكون متدرجًا ومتقبلًا لبعض جوانب الليبرالية، بما في ذلك سيادة القانون والرأسمالية، رغم أنه يرى سياسة عدم التدخل المتطرفة والنزعة الفردية مؤذيَتين للمجتمع. غالبًا ما يشجع اليمين المعتدل القومية وسياسات الرعاية الاجتماعية. طُوّر مصطلح اليمين الراديكالي بعد الحرب العالمية الثانية لوصف جماعات وأيديولوجيات أمثال المكارثية، وجمعية جون بيرش، والثاتشرية، والحزب الجمهوري في ألمانيا. يشدد إيتويل على أن استخدام هذا المصطلح ينطوي على «مشاكل رمزية كبرى» وأنه «قد استُعمل أيضًا لوصف تطورات من الواضح أنها ديمقراطية». يشمل اليمين الراديكالي الشعبوية اليمينية وأنواع فرعية أخرى. يجادل إيتويل بأن لليمين المتطرف أربع سمات: «1) معاداة الديمقراطية؛ 2) القومية؛ 3) العنصرية؛ 4) الدولة القوية». يتكون اليمين الجديد من المحافظين الليبراليين، الذين يؤكدون على الحكومة الصغيرة، والأسواق الحرة، والمبادرات الفردية.
يميز الكتّاب الآخرون بين اليمين الوسطي واليمين الأقصى. تدعم أحزاب اليمين الوسطي عمومًا الديمقراطية الليبرالية، والرأسمالية، واقتصاد السوق (على الرغم من أنها قد تتقبل التنظيمات الحكومية للسيطرة على الاحتكارات)، وحقوق الملكية الخاصة، ورعاية اجتماعية محدودة (مثل التوفير الحكومي للتعليم والرعاية الطبية). تدعم هذه الأحزاب أيضًا النزعة المحافظة والليبرالية الاقتصادية وتعارض الاشتراكية والشيوعية. وعلى النقيض من ذلك، تُستخدم عبارة «اليمين المتطرف» لوصف أولئك الذين يؤيدون الحكومة الطاغية، التي تستخدم سلطة الدولة لدعم المجموعة الإثنية أو الديانة المهيمنة ولتجريم الجماعات الإثنية أو الأديان الأخرى غالبًا. من الأمثلة النموذجية للزعماء الذين غالبًا ما ترتبط بهم صفة «اليمين الأقصى»: فرانسيسكو فرانكو في إسبانيا، وبينيتو موسوليني في إيطاليا، وأدولف هتلر في ألمانيا النازية، وأوغستو بينوتشيه في تشيلي.
تعرّف وزارة الأمن الداخلي بالولايات المتحدة التطرف اليميني في الولايات المتحدة بأنه «منقسم على نطاق واسع إلى تلك الجماعات والحركات والأتباع الذين توجههم الكراهية بشكل أساسي (مستندين إلى كراهية جماعات دينية أو عرقية أو إثنية معينة)، وأولئك المعادين للحكومة بشكل أساسي، رافضين السلطة الفيدرالية لصالح سلطة الولاية أو السلطة المحلية، أو رافضين سلطة الحكومة بالكامل. وقد يشمل الجماعات والأفراد المكرسين لقضية واحدة، مثل معارضة الإجهاض أو كراهية المهاجرين».

## الطبقية الاجتماعية
تنطوي السياسة اليمينية بدرجات متفاوتة على رفض بعض الأهداف المساواتية للسياسة اليسارية، بدعوى أن عدم المساواة الاجتماعية أو الاقتصادية هي أمر طبيعي ولا مفر منه أو أنها مفيدة للمجتمع. تدعم الأيديولوجيات والحركات اليمينية النظام الاجتماعي. كان الحزب اليميني الفرنسي الأصلي يسمى «حزب النظام»، وكان يعتبر أن فرنسا تحتاج إلى زعيم سياسي قوي للحفاظ على النظام. كتب الباحث المحافظ البريطاني آر. جاي. وايت، الذي يرفض المساواتية، «البشر متساوون أمام الله والقوانين، لكنهم غير متساوين في كل شيء آخر؛ التسلسل الهرمي هو ترتيب الطبيعة، والامتياز هو مكافأة الخدمة الأمينة». رفض المحافظ الأمريكي راسل كيرك مبدأ المساواتية باعتباره فرضًا للتشابه، قائلًا: «خُلق البشر مختلفين، والحكومة التي تتجاهل هذا القانون تصبح حكومة ظالمة لأنها تضحي بالنبل في سبيل التوسط». ومن المبادئ التي اعتبرها كيرك من «شرائع» المحافظة هو أن «المجتمع المتحضر يتطلب وجود نظام وطبقات». يرفض الليبراليون اليمينيون المساواة الجماعية أو التي تفرضها الدولة لأنها تقوض من قيمة المكافأة على أساس الجدارة الشخصية والمبادرة. فهي ظالمة في رأيهم، ومقيدة للحرية الشخصية، وتؤدي إلى التوحيد الاجتماعي والتوسط. يرى الفيلسوف جيسون ستانلي أن «سياسات التسلسل الهرمي» هي واحدة من السمات المميزة للفاشية، والتي تشير إلى «الماضي المجيد» الذي كان يجلس فيه أعضاء المجموعة المهيمنة الشرعية أعلى التسلسل الهرمي، وتحاول هذه السياسات إعادة خلق تلك الحالة.

## مواضيع مرتبطة
- ديمقراطية مسيحية
- إسلام سياسي
- أقصى اليمين
- يسارية